# 大牟田車站
大牟田車站（日语：〔〕／〔〕 Ōmuta eki */?）是一位於日本福岡縣大牟田市、隸屬於九州旅客鐵道（JR九州）、日本貨物鐵道（JR貨物）與西日本鐵道（西鐵）的鐵路車站。大牟田車站是大牟田市的中央車站，也是九州島南北主要幹線鹿兒島本線與西鐵的天神大牟田線之交會點與後者的終點站，因此所有經過該站的各級列車全會停站。大牟田車站是西鐵系統裡唯一一個與JR路線共構的車站，不過在換乘時仍然需要經過剪票口。而且兩家公司的車站地址設於不同的町級行政區內：其中JR部分的車站地址設於東口（正門），屬於不知火町的範圍內，西鐵的車站地址設於西口，屬於久保田町的範圍。

## 車站構造

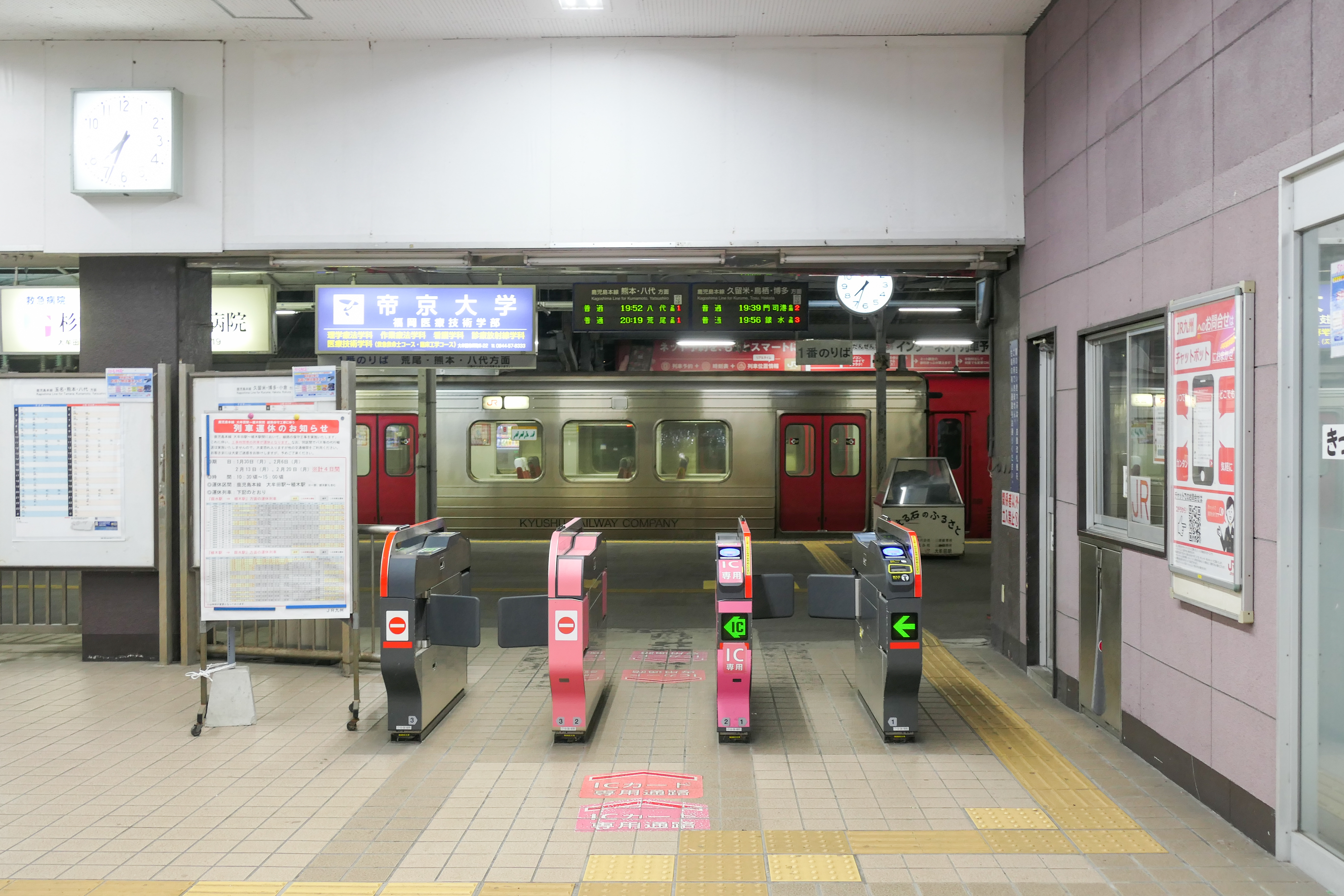
JR東驗票口(2022年12月)

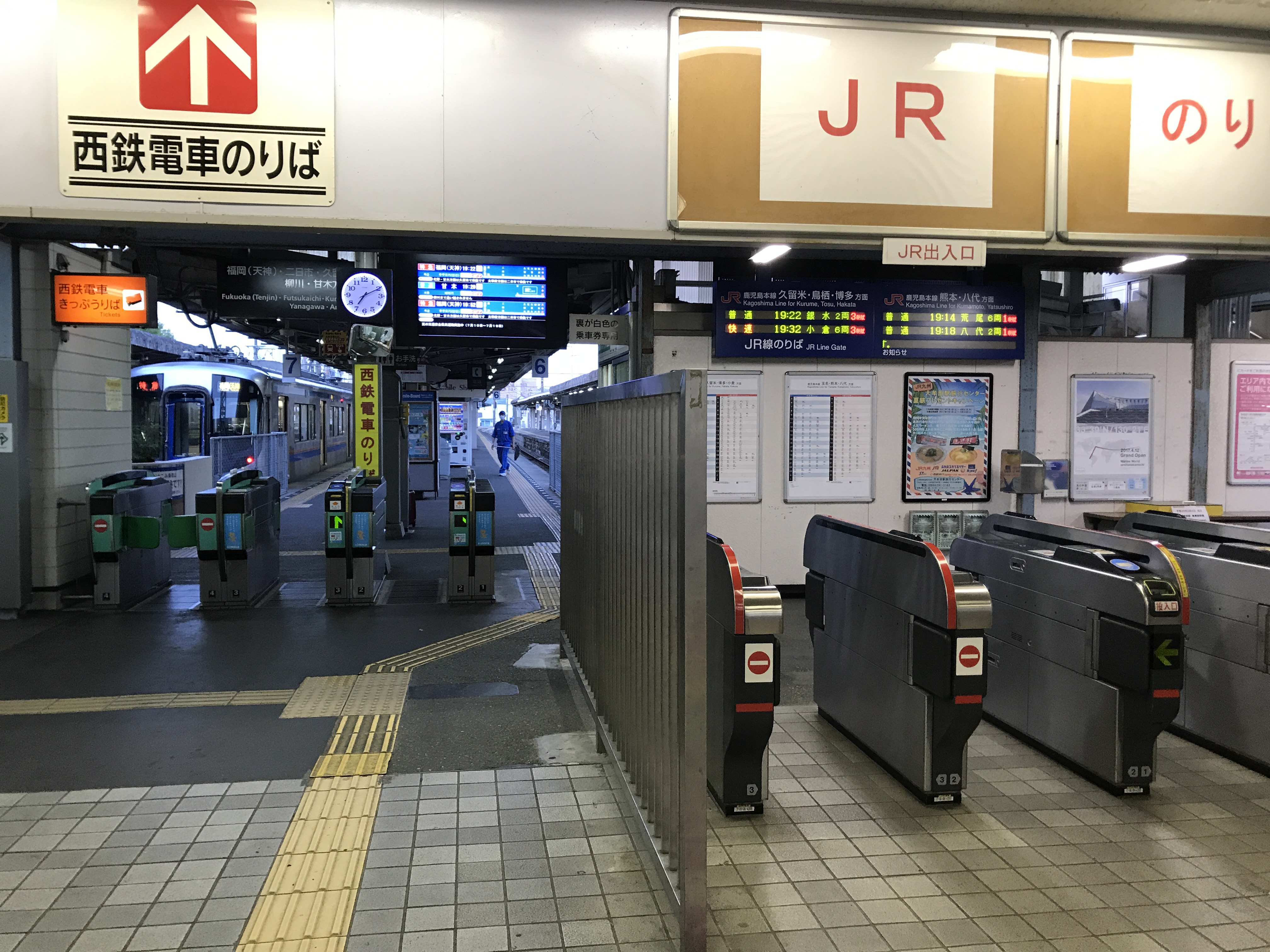
西鐵驗票口(2017年7月)

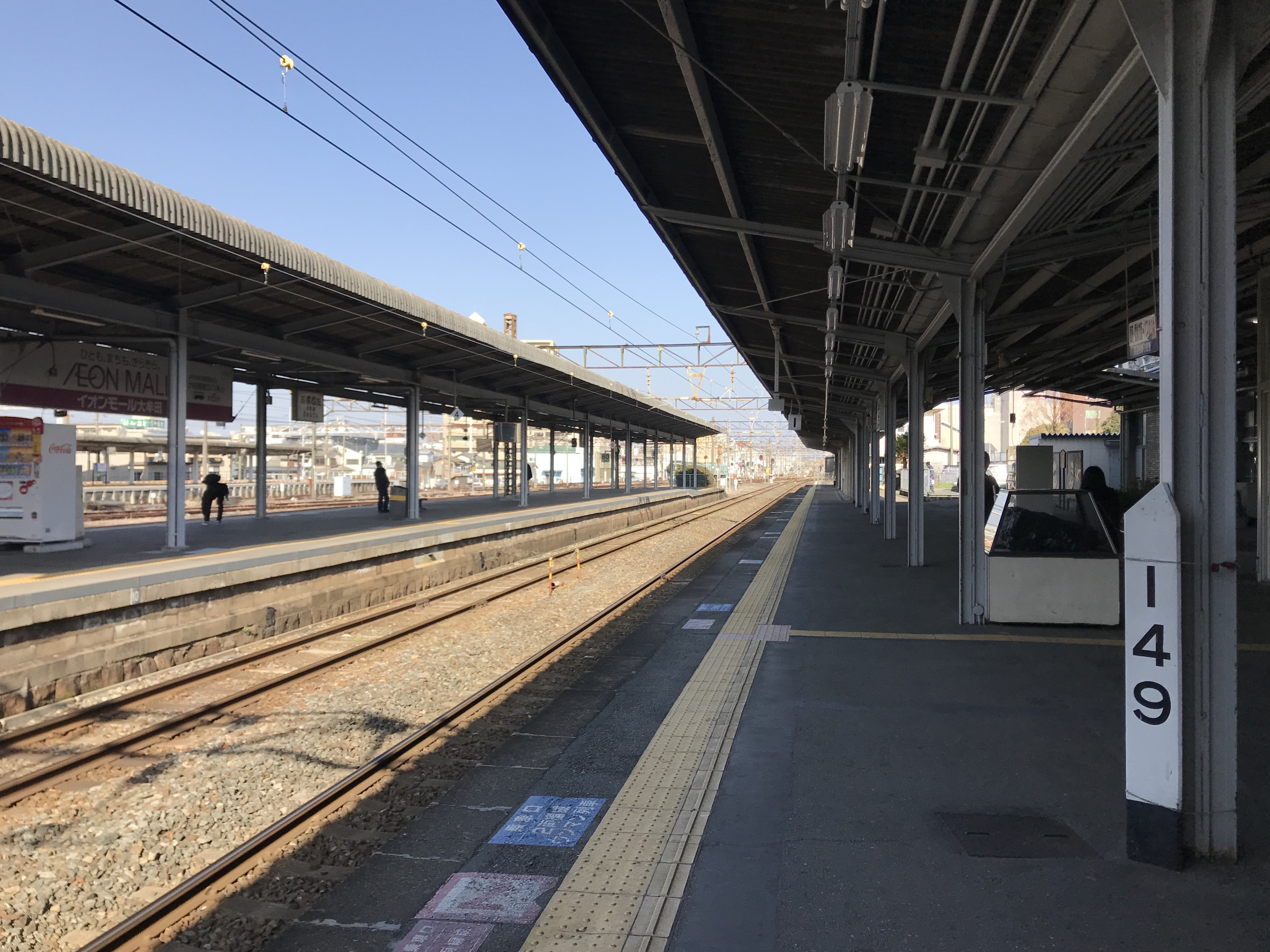
JR月台(2018年1月)

本站是全站皆位於地面的平面車站，在屬於JR的部分設有兩座側式月台共三條路線，而在西鐵的部分，因為是路線終點站，因此配置了三座港灣式月台。在車站出口部分，JR設有東口與西口兩個檢票口，而西鐵則只有在西側設檢票口。檢票口內的JR與西鐵區域互不相通，因此假如要在大牟田轉車，必須要先走出一家公司的月台區之後，重新購票進入另一家公司的月台區。
除了客運業務外，在大牟田車站的東側之南口位置，還有屬於JR貨物的貨運車站。雖然正式名稱上屬於大牟田車站的一部份，但在營業上卻比較常用「大牟田線外貨運站」（大牟田オフレールステーション，或縮寫為大牟田ORS）稱呼之。線外貨運站（ORS）是一種實際上並沒有貨運列車通行的鐵路貨運站，而是另行利用行駛於一般道路上的貨櫃車，將在大牟田這裡集散的托運貨櫃，運送到JR貨物所屬的鳥栖貨物總站（鳥栖貨物ターミナル駅）再裝卸到貨運鐵路列車上。

### JR九州
側式月台1面1線與島式月台1面2線，合計2面3線的地面車站。

#### 月台配置
| 月台 | 路線       | 方向 | 目的地                 | 備註       |
| ---- | ---------- | ---- | ---------------------- | ---------- |
| 1    | 鹿兒島本線 | 下行 | 玉名、熊本、八代方向   |            |
| 2    | 鹿兒島本線 | 下行 | 玉名、熊本、八代方向   | 發着或待避 |
| 2    | 鹿兒島本線 | 上行 | 久留米、博多、小倉方向 | 發着或待避 |
| 3    | 鹿兒島本線 | 上行 | 久留米、博多、小倉方向 |            |

### 西日本鐵道
港灣式月台3面3線的地面車站。

#### 月台配置
| 月台 | 路線          | 目的地                         |                         |                         |
| ---- | ------------- | ------------------------------ | ----------------------- | ----------------------- |
| 4、5 | ■天神大牟田線 | 久留米、福岡（天神）、甘木方向 |                         |                         |
| 6    | ■天神大牟田線 | （5號月台的列車下車用）        | （5號月台的列車下車用） | （5號月台的列車下車用） |
| 7    | ■天神大牟田線 | 久留米、福岡（天神）、甘木方向 |                         |                         |
| 8    | ■天神大牟田線 | （7號月台列車下車用）          | （7號月台列車下車用）   | （7號月台列車下車用）   |

## 歷史
- 1891年（明治24年）4月1日 - 以（初代）九州鐵道的車站身份啟用。
- 1907年（明治40年）7月1日 -　（初代）九州鐵道進行國有化，由帝國鐵道廳管轄。
- 1911年（明治44年）2月 - 站址移至今日的位置。
- 1939年（昭和14年）7月1日-　（第二代）九州鐵道大牟田線榮町～大牟田之間的路線通車。
- 1942年（昭和17年）9月22日 -　（第二代）九州鐵道進行合併成立西日本鐵道。
- 1945年（昭和20年）7月26日 - 包括車站站房在內的車站設施在大牟田大空襲中燒毀。
- 1956年（昭和31年）3月 - 現行的第四代站屋完工。
- 1962年（昭和37年）9月27日 - 銀水～大牟田之間的路段複線化。
- 1965年（昭和40年）9月3日 - 大牟田～荒尾之間的路線複線化。
- 1965年9月10日 - 荒木～熊本之間的路段電氣化。
- 1987年（昭和62年）4月1日 - 日本國鐵分割民營化，鹿兒島本線上的車站全劃歸由JR九州、JR貨物繼承。
- 2001年（平成13年）1月1日 -　西鐵大牟田線改名為天神大牟田線。

## 相鄰車站
九州旅客鐵道
 鹿兒島本線
- 特急「有明」停靠站

■快速
瀨高（JB22）－大牟田（JB27）－荒尾（JB28）
■區間快速
瀨高（JB22）－（一部分停靠銀水站）－大牟田（JB27）－荒尾（JB28）
■普通
銀水（JB26）－大牟田（JB27）－荒尾（JB28）
西日本鐵道
■天神大牟田線
■特急、■急行、■普通
新榮町（T49）－大牟田（T50）

## 外部連結
- JR九州 – 大牟田車站 （页面存档备份，存于） （日語）
- 西日本鐵道 – 大牟田車站 （页面存档备份，存于）（日語）

33°01′47″N 130°26′39″E / 33.02972°N 130.44417°E